# Рохатинский район
Рохатинский район — административно-территориальная единица в составе Таджикской ССР и Сталинабадской области, существовавшая в 1936—1951 годах. Площадь района по данным 1947 года составляла 0,4 тыс. км². Население по данным 1939 года составляло 19 766 чел., в том числе таджики — 80,8 %, узбеки — 12,1 %, азербайджанцы — 3,2 %, русские — 1,9 %.
Рохатинский район был образован в составе Таджикской ССР в 1936 году из части Орджоникидзеабадского района.
27 октября 1939 года Рохатинский район вошёл в состав Сталинабадской области.
22 июля 1950 года в состав Рохатинского района был включён Рамитский район.
1 августа 1950 года в Рохатинском районе были упразднены Вистонский, Калининский, Лашхарфский, Ленинский, Сорвинский и Яврозский кишлачные советы.
10 апреля 1951 года Рохатинский район был упразднён.